# Devarda

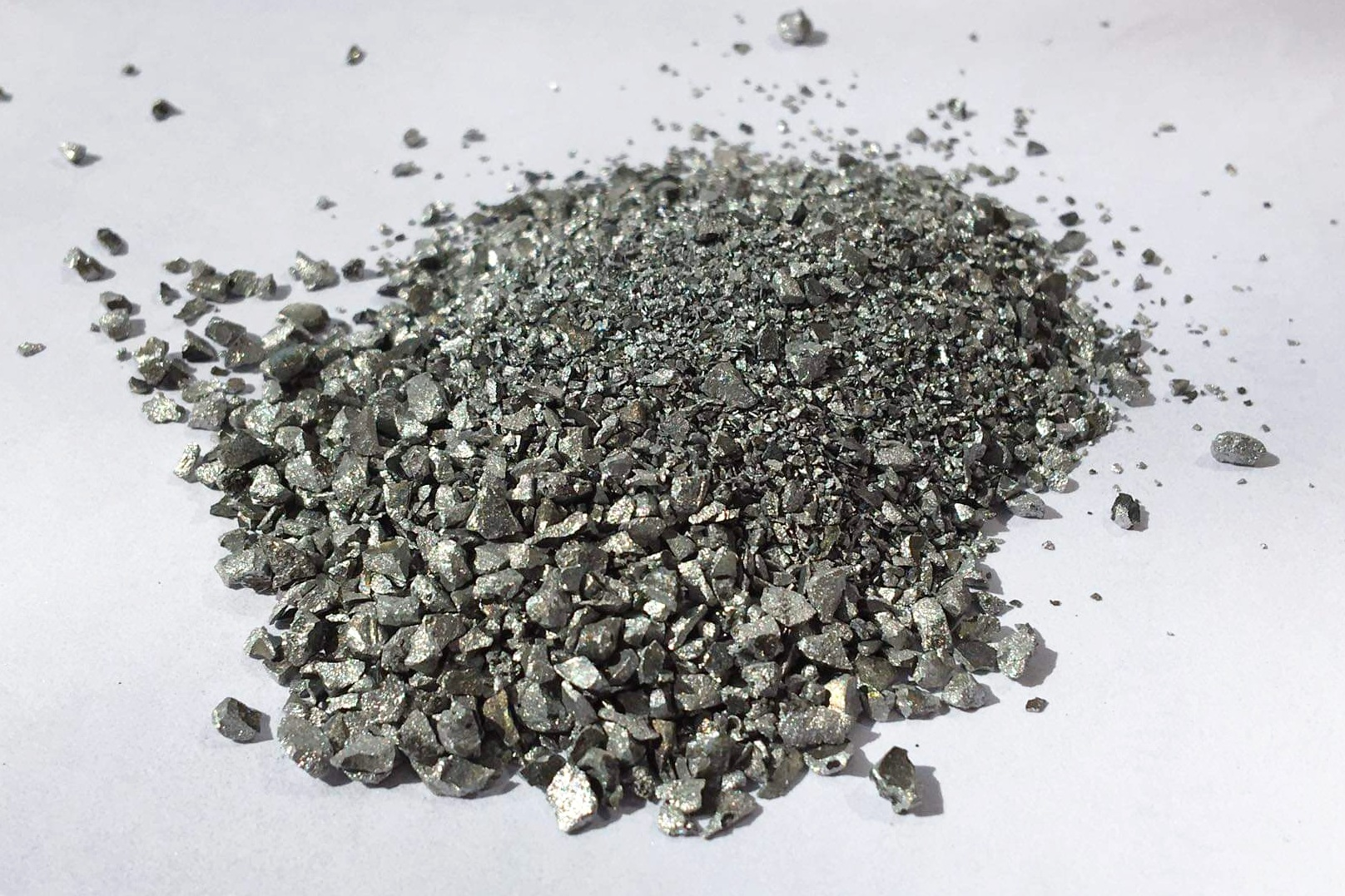
Aliatges de devarda.

Devarda, o aliatge de Devarda, és un aliatge compost per un (49-51%) de coure, Cu, un 44-46% d'alumini, Al, i un (4-6%) de zinc, Zn. És un agent reductor utilitzat en química analítica en la determinació de nitrats, NO₃–, mitjançant la reducció d'aquests a amoni, NH₄+, en condicions alcalines. Rep el nom del seu descobridor, el químic italià Arturo Devarda, que el sintetitzà a finals del segle xix quan posava a punt un mètode per analitzar el contingut de nitrats en el nitrat de sodi emprat com adob. Actualment el mètode de Devarda ha estat substituït per noves tècniques cromatogràfiques.